# Saint-Martin-de-Villereglan
Pour les articles homonymes, voir Saint-Martin.
Saint-Martin-de-Villereglan (prononcé [sɛ̃ maʁtɛ̃ də vilʁeglɑ̃]  ; nommé également Saint-Martin-de-Villeréglan non officiellement) est une commune française, située dans l'ouest du département de l'Aude en région Occitanie.
Sur le plan historique et culturel, la commune fait partie du Razès, un pays historiquement très étendu, qui ne se résume aujourd'hui qu'aux collines de la Malepère et au bas Razès au centre et au sud, limité par le pays de Sault. Exposée à un climat méditerranéen, elle est drainée par le Sou, le Blau, le ruisseau de la Rivairolle et par deux autres cours d'eau. La commune possède un patrimoine naturel remarquable : un site Natura 2000 (le « massif de la Malepère ») et deux zones naturelles d'intérêt écologique, faunistique et floristique.
Saint-Martin-de-Villereglan est une commune rurale qui compte 386 habitants en 2022, après avoir connu une forte hausse de la population depuis 1975. Elle fait partie de l'aire d'attraction de Carcassonne. Ses habitants sont appelés les Villereglanais et ses habitantes les Villereglanaises.

## Géographie
Commune de l'aire urbaine de Limoux située dans le  Razès au confluent du Sou et du Gué.

### Communes limitrophes
Les communes limitrophes sont  Cépie, Gaja-et-Villedieu, Lauraguel, Limoux, Malviès, Montclar, Pieusse et Villarzel-du-Razès.
| Malviès           | Villarzel-du-Razès          | Montclar |
| Lauraguel         | Saint-Martin-de-Villereglan | Cépie    |
| Gaja-et-Villedieu | Limoux                      | Pieusse  |

### Hydrographie
La commune est dans la région hydrographique « Côtiers méditerranéens », au sein du bassin hydrographique Rhône-Méditerranée-Corse. Elle est drainée par le Sou, le Blau, le ruisseau de la Rivairolle, le ruisseau de Granet et le ruisseau de la Tuilerie, qui constituent un réseau hydrographique de 11 km de longueur totale,.
Le Sou, d'une longueur totale de 29,5 km, prend sa source dans la commune de Lignairolles et s'écoule du sud-ouest vers le nord-est puis vers l'est. Il traverse la commune et se jette dans l'Aude à Pieusse, après avoir traversé 17 communes.
Le Blau, d'une longueur totale de 16,1 km, prend sa source dans la commune de Pomy et s'écoule vers l'est puis se réoriente vers le nord-est. Il traverse la commune et se jette dans la Sou sur le territoire communal, après avoir traversé 7 communes.

### Climat
Pour des articles plus généraux, voir Climat de l'Occitanie et Climat de l'Aude.
En 2010, le climat de la commune est de type climat méditerranéen altéré, selon une étude s'appuyant sur une série de données couvrant la période 1971-2000. En 2020, Météo-France publie une typologie des climats de la France métropolitaine dans laquelle la commune est exposée à un climat océanique altéré et est dans une zone de transition entre les régions climatiques « Aquitaine, Gascogne » et « Pyrénées orientales ».
Pour la période 1971-2000, la température annuelle moyenne est de 13,4 °C, avec une amplitude thermique annuelle de 15,7 °C. Le cumul annuel moyen de précipitations est de 766 mm, avec 10,1 jours de précipitations en janvier et 4,9 jours en juillet. Pour la période 1991-2020, la température moyenne annuelle observée sur la station météorologique la plus proche, située sur la commune de Limoux à 5 km à vol d'oiseau, est de 13,6 °C et le cumul annuel moyen de précipitations est de 666,0 mm,. Pour l'avenir, les paramètres climatiques de la commune estimés pour 2050 selon différents scénarios d'émission de gaz à effet de serre sont consultables sur un site dédié publié par Météo-France en novembre 2022.

### Milieux naturels et biodiversité

#### Réseau Natura 2000

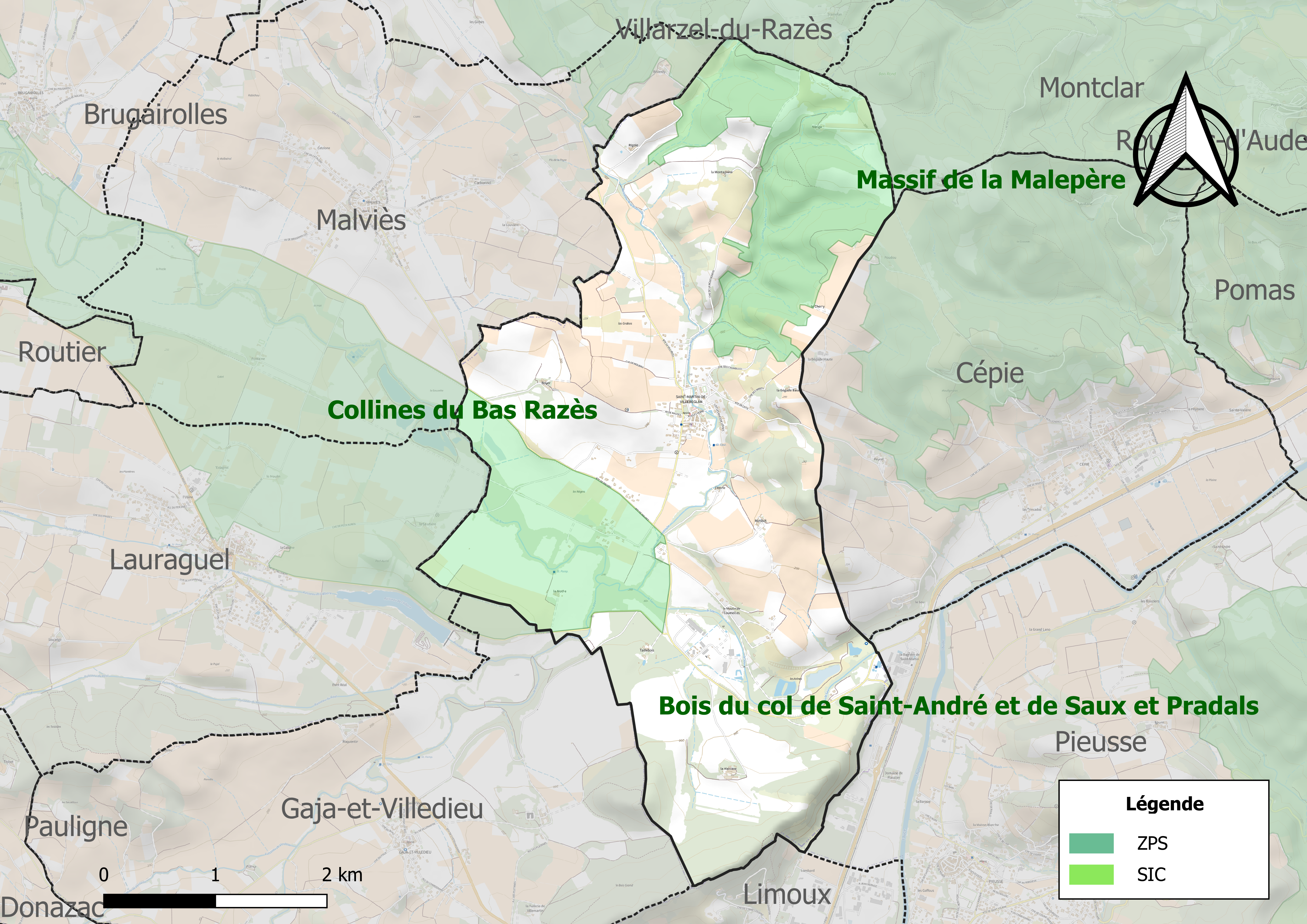
Site Natura 2000 sur le territoire communal.

Le réseau Natura 2000 est un réseau écologique européen de sites naturels d'intérêt écologique élaboré à partir des directives habitats et oiseaux, constitué de zones spéciales de conservation (ZSC) et de zones de protection spéciale (ZPS).
Un site Natura 2000 a été défini sur la commune au titre de la directive habitats : le « massif de la Malepère », d'une superficie de 6 158 ha, un site boisé présentant un intérêt biogéographique vu sa position intermédiaire sous les influences des climats méditerranéen et atlantique. De nombreuses espèces sont en limite d'aire. Il s'agit d'un site important pour des chauves-souris d'intérêt communautaire avec six espèces présentes : le Grand Rhinolophe, le Petit Rhinolophe, le Murin à oreilles échancrées, le Rhinolophe euryale, le Minioptère de Schreibers et la Barbastelle.

#### Zones naturelles d'intérêt écologique, faunistique et floristique

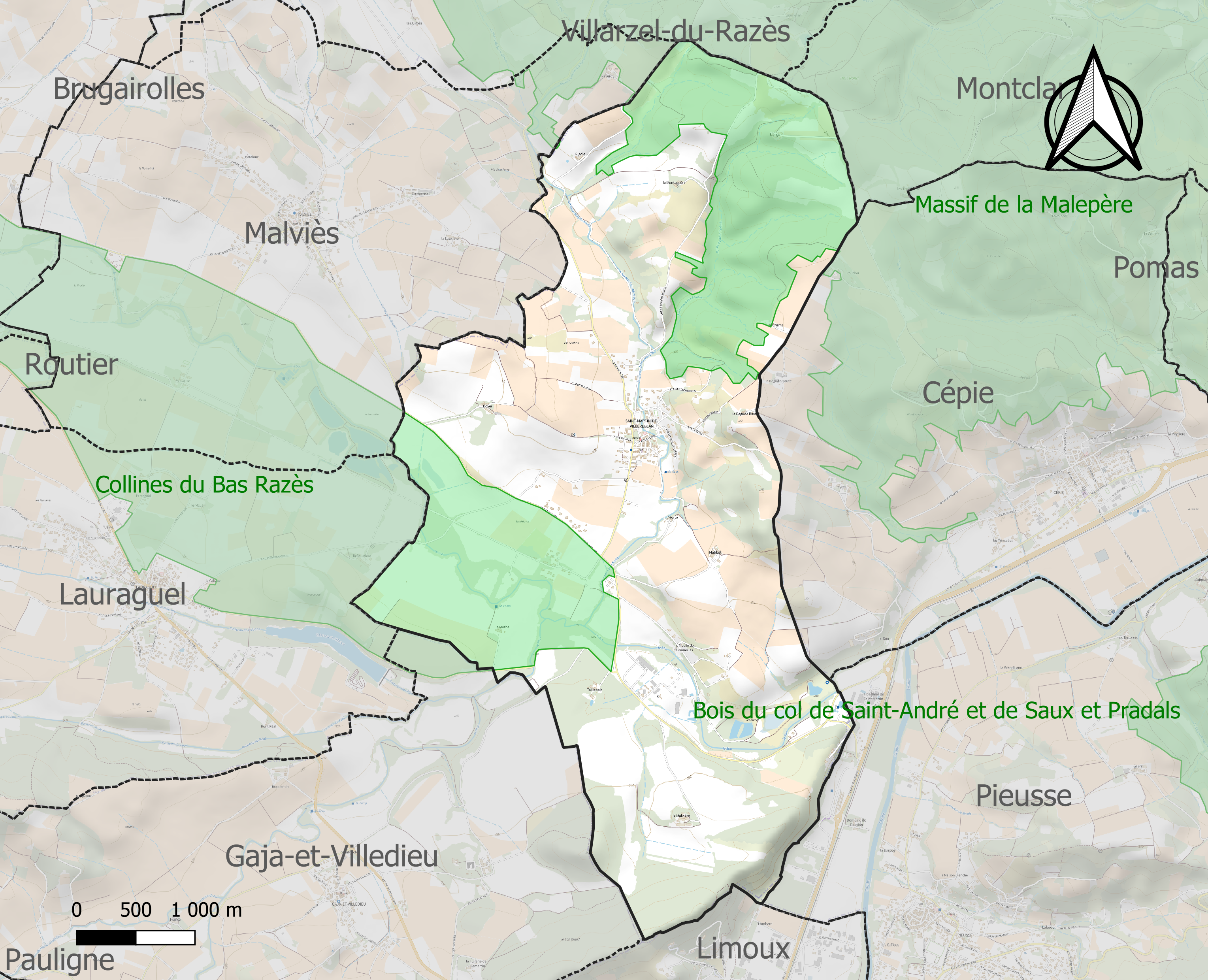
Carte des ZNIEFF de type 1 localisées sur la commune.

L’inventaire des zones naturelles d'intérêt écologique, faunistique et floristique (ZNIEFF) a pour objectif de réaliser une couverture des zones les plus intéressantes sur le plan écologique, essentiellement dans la perspective d’améliorer la connaissance du patrimoine naturel national et de fournir aux différents décideurs un outil d’aide à la prise en compte de l’environnement dans l’aménagement du territoire.
Deux ZNIEFF de type 1 sont recensées sur la commune :
les « collines du Bas Razès » (3 551 ha), couvrant 13 communes du département, et 
le « massif de la Malepère » (5 883 ha), couvrant 14 communes du département.

## Urbanisme

### Typologie
Au 1er janvier 2024, Saint-Martin-de-Villereglan est catégorisée commune rurale à habitat dispersé, selon la nouvelle grille communale de densité à 7 niveaux définie par l'Insee en 2022.
Elle est située hors unité urbaine. Par ailleurs la commune fait partie de l'aire d'attraction de Carcassonne, dont elle est une commune de la couronne,. Cette aire, qui regroupe 115 communes, est catégorisée dans les aires de 50 000 à moins de 200 000 habitants,.

### Occupation des sols
L'occupation des sols de la commune, telle qu'elle ressort de la base de données européenne d’occupation biophysique des sols Corine Land Cover (CLC), est marquée par l'importance des territoires agricoles (79,2 % en 2018), en augmentation par rapport à 1990 (76,9 %). La répartition détaillée en 2018 est la suivante : 
cultures permanentes (36,8 %), zones agricoles hétérogènes (31,9 %), forêts (20,8 %), terres arables (10,5 %). L'évolution de l’occupation des sols de la commune et de ses infrastructures peut être observée sur les différentes représentations cartographiques du territoire : la carte de Cassini (XVIIIe siècle), la carte d'état-major (1820-1866) et les cartes ou photos aériennes de l'IGN pour la période actuelle (1950 à aujourd'hui).

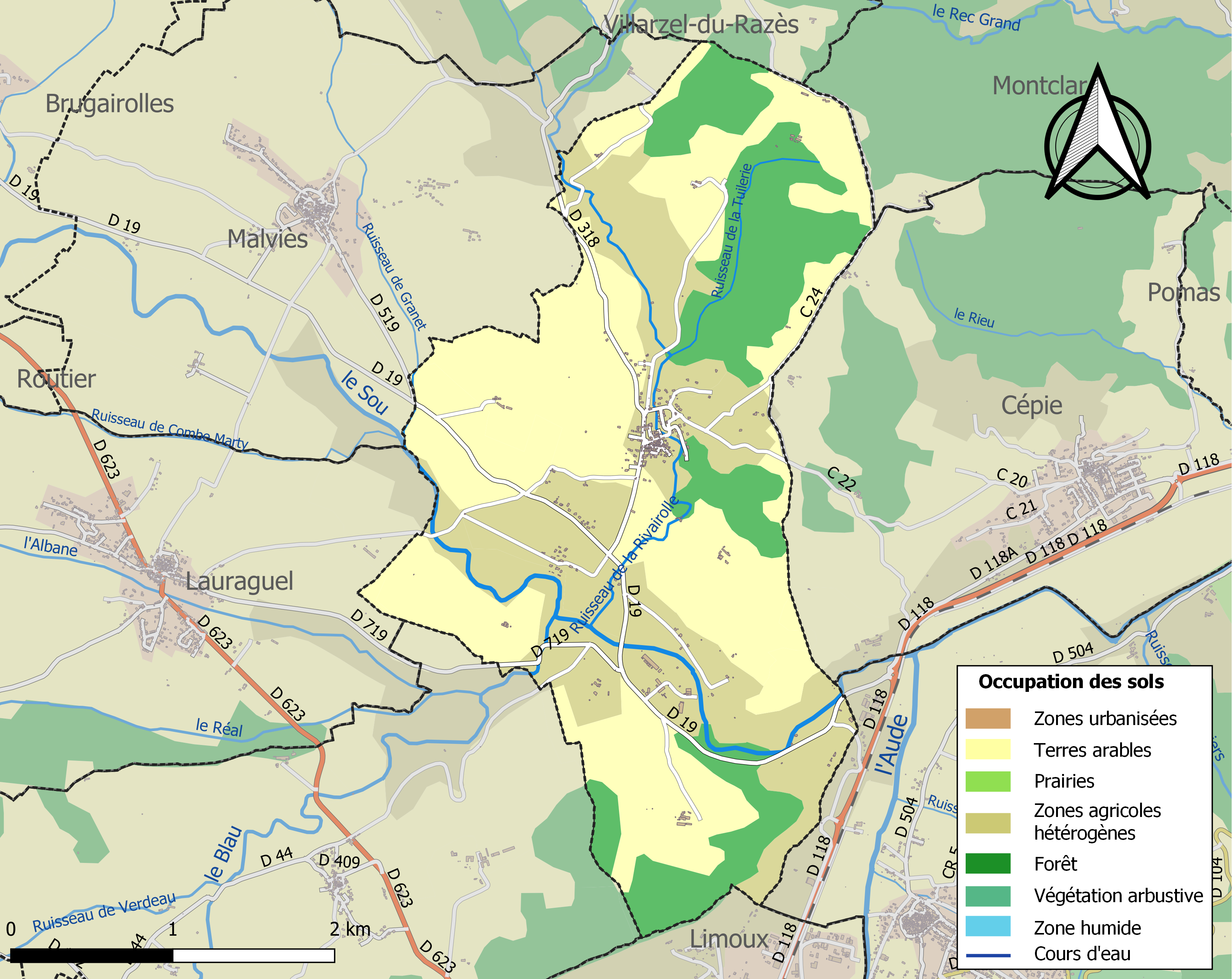
Carte des infrastructures et de l'occupation des sols de la commune en 2018 (CLC).

### Risques majeurs
Le territoire de la commune de Saint-Martin-de-Villereglan est vulnérable à différents aléas naturels : météorologiques (tempête, orage, neige, grand froid, canicule ou sécheresse), inondations, feux de forêts et séisme (sismicité faible). Il est également exposé à un risque technologique, la rupture d'un barrage. Un site publié par le BRGM permet d'évaluer simplement et rapidement les risques d'un bien localisé soit par son adresse soit par le numéro de sa parcelle.

#### Risques naturels
Certaines parties du territoire communal sont susceptibles d’être affectées par le risque d’inondation par débordement de cours d'eau, notamment le ruisseau de Glandes. La commune a été reconnue en état de catastrophe naturelle au titre des dommages causés par les inondations et coulées de boue survenues en 1982, 1992, 1996, 2009, 2019, 2020 et 2021,.

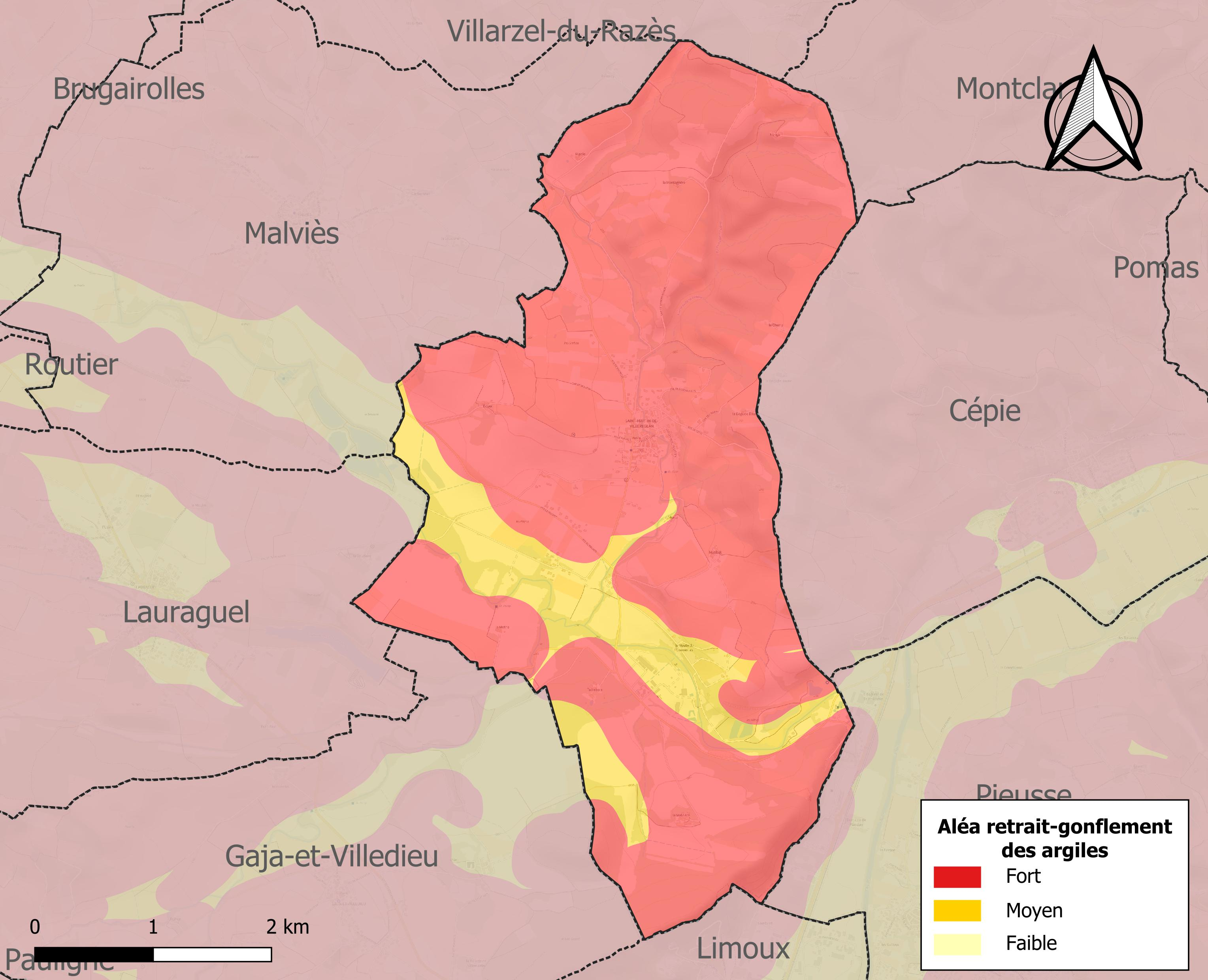
Carte des zones d'aléa retrait-gonflement des sols argileux de Saint-Martin-de-Villereglan.

Le retrait-gonflement des sols argileux est susceptible d'engendrer des dommages importants aux bâtiments en cas d’alternance de périodes de sécheresse et de pluie. La totalité de la commune est en aléa moyen ou fort (75,2 % au niveau départemental et 48,5 % au niveau national). Sur les 196 bâtiments dénombrés sur la commune en 2019, 196 sont en aléa moyen ou fort, soit 100 %, à comparer aux 94 % au niveau départemental et 54 % au niveau national. Une cartographie de l'exposition du territoire national au retrait gonflement des sols argileux est disponible sur le site du BRGM,.

#### Risques technologiques
La commune est en outre située en aval des barrages de Matemale et de Puyvalador, deux ouvrages de classe A, situés dans le département des Pyrénées-Orientales. À ce titre elle est susceptible d’être touchée par l’onde de submersion consécutive à la rupture d'un de ces ouvrages.

## Politique et administration
| Période                                  | Période  | Identité       | Étiquette | Qualité                                                                                    |
| ---------------------------------------- | -------- | -------------- | --------- | ------------------------------------------------------------------------------------------ |
| juin 1995                                | En cours | Pierre Bardies | PS        | Conseiller général puis départemental Vice-président du conseil général puis départemental |
| Les données manquantes sont à compléter. |          |                |           |                                                                                            |

## Démographie
L'évolution du nombre d'habitants est connue à travers les recensements de la population effectués dans la commune depuis 1793. Pour les communes de moins de 10 000 habitants, une enquête de recensement portant sur toute la population est réalisée tous les cinq ans, les populations de référence des années intermédiaires étant quant à elles estimées par interpolation ou extrapolation. Pour la commune, le premier recensement exhaustif entrant dans le cadre du nouveau dispositif a été réalisé en 2008.

En 2022, la commune comptait 386 habitants, en évolution de +4,04 % par rapport à 2016 (Aude : +2,65 %, France hors Mayotte : +2,11 %).
| 1793 | 1800 | 1806 | 1821 | 1831 | 1836 | 1841 | 1846 | 1851 |
| ---- | ---- | ---- | ---- | ---- | ---- | ---- | ---- | ---- |
| 196  | 300  | 336  | 287  | 340  | 344  | 357  | 316  | 305  |

| 1856 | 1861 | 1866 | 1872 | 1876 | 1881 | 1886 | 1891 | 1896 |
| ---- | ---- | ---- | ---- | ---- | ---- | ---- | ---- | ---- |
| 320  | 294  | 277  | 308  | 285  | 284  | 300  | 293  | 310  |

| 1901 | 1906 | 1911 | 1921 | 1926 | 1931 | 1936 | 1946 | 1954 |
| ---- | ---- | ---- | ---- | ---- | ---- | ---- | ---- | ---- |
| 322  | 320  | 308  | 231  | 265  | 257  | 284  | 261  | 242  |

| 1962 | 1968 | 1975 | 1982 | 1990 | 1999 | 2006 | 2008 | 2013 |
| ---- | ---- | ---- | ---- | ---- | ---- | ---- | ---- | ---- |
| 241  | 227  | 172  | 190  | 223  | 248  | 315  | 334  | 371  |

| 2018 | 2022 | - | - | - | - | - | - | - |
| ---- | ---- | - | - | - | - | - | - | - |
| 355  | 386  | - | - | - | - | - | - | - |

## Économie

### Revenus
En 2018  (données Insee publiées en septembre 2021), la commune compte 145 ménages fiscaux, regroupant 363 personnes. La médiane du revenu disponible par unité de consommation est de 21 930 € (19 240 € dans le département).

### Emploi
| Division       | 2008   | 2013   | 2018   |
| -------------- | ------ | ------ | ------ |
| Commune        | 7,2 %  | 8,3 %  | 9,9 %  |
| Département    | 10,2 % | 12,8 % | 12,6 % |
| France entière | 8,3 %  | 10 %   | 10 %   |

En 2018, la population âgée de 15 à 64 ans s'élève à 212 personnes, parmi lesquelles on compte 75,9 % d'actifs (66 % ayant un emploi et 9,9 % de chômeurs) et 24,1 % d'inactifs,. Depuis 2008, le taux de chômage communal (au sens du recensement) des 15-64 ans est inférieur à celui de la France et du département.
La commune fait partie de la couronne de l'aire d'attraction de Carcassonne, du fait qu'au moins 15 % des actifs travaillent dans le pôle,. Elle compte 92 emplois en 2018, contre 116 en 2013 et 103 en 2008. Le nombre d'actifs ayant un emploi résidant dans la commune est de 142, soit un indicateur de concentration d'emploi de 64,8 % et un taux d'activité parmi les 15 ans ou plus de 57,6 %.
Sur ces 142 actifs de 15 ans ou plus ayant un emploi, 29 travaillent dans la commune, soit 20 % des habitants. Pour se rendre au travail, 91,5 % des habitants utilisent un véhicule personnel ou de fonction à quatre roues, 1,4 % les transports en commun, 4,2 % s'y rendent en deux-roues, à vélo ou à pied et 2,8 % n'ont pas besoin de transport (travail au domicile).

### Activités hors agriculture
32 établissements sont implantés  à Saint-Martin-de-Villereglan au 31 décembre 2019. Le tableau ci-dessous en détaille le nombre par secteur d'activité et compare les ratios avec ceux du département,.
| Secteur d'activité                                                                                        | Commune | Commune | Département |
| Secteur d'activité                                                                                        | Nombre  | %       | %           |
| --- | ------- | ------- | ----------- |
| Ensemble                                                                                                  | 32      |         |             |
| Industrie manufacturière, industries extractives et autres                                                | 7       | 21,9 %  | (8,8 %)     |
| Construction                                                                                              | 4       | 12,5 %  | (14 %)      |
| Commerce de gros et de détail, transports, hébergement et restauration                                    | 5       | 15,6 %  | (32,3 %)    |
| Activités immobilières                                                                                    | 4       | 12,5 %  | (5,2 %)     |
| Activités spécialisées, scientifiques et techniques et activités de services administratifs et de soutien | 5       | 15,6 %  | (13,3 %)    |
| Administration publique, enseignement, santé humaine et action sociale                                    | 6       | 18,8 %  | (13,2 %)    |
| Autres activités de services                                                                              | 1       | 3,1 %   | (8,8 %)     |

Le secteur de l'industrie manufacturière, des industries extractives et autres est prépondérant sur la commune puisqu'il représente 21,9 % du nombre total d'établissements de la commune (7 sur les 32 entreprises implantées  à Saint-Martin-de-Villereglan), contre 8,8 % au niveau départemental.

### Agriculture
La commune est dans le Razès, une petite région agricole occupant l'ouest du département de l'Aude, également dénommée localement « Volvestre et Razès ». En 2020, l'orientation technico-économique de l'agriculture  sur la commune est la viticulture.
|               | 1988 | 2000 | 2010 | 2020 |
| ------------- | ---- | ---- | ---- | ---- |
| Exploitations | 0    | 0    | 0    | 11   |
| SAU (ha)      | 0    | 0    | 0    | 355  |

Le nombre d'exploitations agricoles en activité et ayant leur siège dans la commune est très faible0 lors du recensement agricole de 1988  à 0 en 2000 puis à 0 en 2010 et enfin à 11 en 2020, un nombre stable en 22 ans. Sur cette même période, le département a perdu 60 % de ses exploitations,.

## Culture locale et patrimoine

### Lieux et monuments
- Monument aux morts à la mémoire des morts des deux grandes guerres.
- Château de Villereglan.
- Église Saint-Martin de Saint-Martin-de-Villereglan.
- Chapelle Notre-Dame du Razès[38].
- Colonne de la Paix.

### Héraldique
| Blason de Saint-Martin-de-Villereglan | Blason  | De sinople à une jumelle d'or.                   |
| Blason de Saint-Martin-de-Villereglan | Détails | Le statut officiel du blason reste à déterminer. |